# Wurmlingen
Wurmlingen es un municipio alemán perteneciente al distrito de Tuttlingen, en el estado federado de Baden-Wurtemberg.
En Wurmlingen se encuentran los restos de una finca romana y  de un baño romano. Los alamanes siguieron utilizando este baño.
La actual aldea de Wurmlingen fue mencionada por vez primera en un documento escrito de la abadía de San Galo del 30 de marzo de 797.

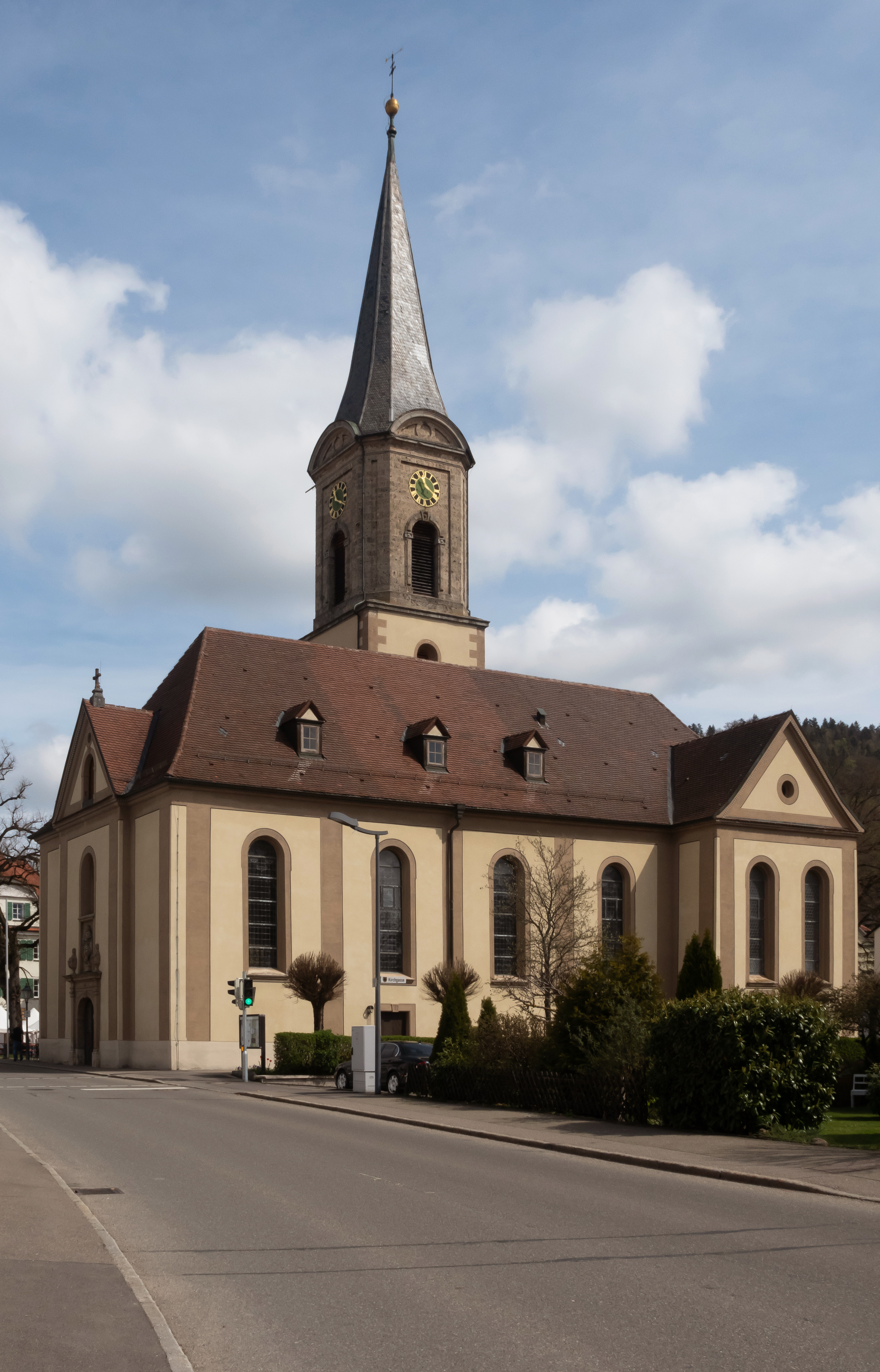
Wurmlingen, l'église: Sankt Galluskirche